# 围棋比赛
围棋赛自古就有，但现代的围棋赛起源于日本的头衔赛。以下是各国的重要围棋赛列表。

## 國際賽事

### 世界大賽
- 應氏杯世界職業圍棋錦標賽，1988年8月21日開賽
- 亞洲杯電視圍棋快棋賽，1989年8月12日開賽
- LG杯世界圍棋棋王戰，1996年6月25日開賽
- 三星火災杯世界圍棋公開賽，1996年9月22日開賽
- 春蘭杯世界圍棋錦標賽，1998年12月26日開賽
- 百灵杯世界围棋公开赛，2012年3月9日开赛
- MLILY梦百合杯世界围棋公开赛，2013年5月21日开赛
- 新奧杯世界圍棋公開賽，2016年11月6日开赛
- “衢州烂柯杯”世界围棋公开赛，2023年5月5日开赛
- 世界围棋冠军锦标赛，2017年3月21日开赛
- 世界智力運動會圍棋比賽，2008年10月3日開賽（第二屆後僅業餘棋手參加）
- 亞洲運動會圍棋比賽，2010年11月20日開賽(已停办)
- 富士通杯世界职业围棋锦标赛，1988年4月2日开赛(已停办)
- 東洋證券杯世界圍棋錦標賽(已停辦)
- 豐田杯世界圍棋王座戰，2002年3月19日開賽(已停辦)
- 中環杯世界圍棋錦標賽，2004年9月16日開賽(已停辦)
- BC信用卡盃世界圍棋公開賽，2009年2月28日開賽(已停辦)

### 女子世界大賽
- 世界女子围棋锦标赛

### 國際團體賽
- 農心辛拉麵杯／三國圍棋擂台賽，1999年12月16日開賽
- 世界女子围棋团体赛，2011年4月7日开赛
- 國手山脈國際圍棋賽，2014年8月9日开赛
- 國際新銳對抗賽(非正式賽)
- CSK杯(亞洲杯)／四國對抗賽(已停辦)
- 真露盃世界圍棋最強戰(已停辦,後繼:農心盃)
- SBS杯世界圍棋最強戰(已停辦,後繼:真露盃)
- 世界女子圍棋賽正官庄杯／三國女子擂台賽(已停辦)

### 头衔、冠军对抗賽
- 中日阿含桐山杯冠军对抗赛
- 圍棋龍星戰冠軍對抗賽
- 中韓天元對抗賽(已停辦)
- 世界圍棋名人爭霸戰(已停辦)
- 中韩围棋新人王对抗赛(已停辦)
- 中日天元對抗賽(已停辦)
- 中日名人對抗賽(已停辦)
- 中日NEC杯冠军对抗赛(已停辦)

### 雙邊團體賽
- 招商地产杯中韩围棋对抗赛（已停辦）
- NEC盃中日圍棋擂臺賽（已停辦）
- 亞藝盃兩岸圍棋對抗賽（已停辦）
- 日月星杯中韩围棋对抗赛（中止）
- 江原LAND杯/中韓圍棋擂臺賽（已停辦）
- 乐天杯中韩对抗赛（已停辦）

### 其他
- 国际围棋邀请赛
- 世界業餘圍棋錦標賽
- 双龙棋具杯中韩青年擂台赛（网络比赛）
- 双龙棋具杯中韩业余围棋擂台赛（网络比赛）
- IGS 世界職業和業餘網路快棋公開賽(已停辦)

## 日本圍棋賽

### 七大頭銜戰
日本七大圍棋賽，是日本圍棋賽事中歷史最久，最具傳統的七項頭銜棋戰。
- 日本棋聖戰（讀賣新聞社主辦）
- 日本名人戰（朝日新聞社主辦）
- 日本本因坊戰（每日新聞社主辦）
- 日本十段戰（產經新聞社主辦）
- 日本王座戰（日本經濟新聞社主辦）
- 日本天元戰（三大地方新聞社主辦）
- 日本碁聖戰（又譯小棋聖戰；新聞圍棋聯盟主辦）

### 其它賽事
- 日本NEC杯圍棋賽（NEC主辦）
- 日本阿含桐山杯（日本棋院，阿含宗主辦）
- NHK杯电视围棋淘汰赛（NHK主辦）
- 日本龍星戰

### 限制棋賽
- 日本新人王戰 (开始预选年8月1日不满25岁，六段以下，未夺得过新人王冠军)
- 日本王冠戰 (中日新聞社)(日本棋院中部總本部)
- 日本關西棋院第一位決定戰(關西棋院)
- 日本廣島鋁制杯若鯉戰(日本棋院，30歲以下，七段以下，第1-5届为非公式棋戰，第6届起为公式战)
- 日本御蔭杯(30歲以下，包括次年將入段之棋士)
- 日本郵貯杯(20歳以下，七段以下，推薦之院生)
- 日本棋戰優勝者選手權戰(各棋战优胜者有权参加，其余参赛者由网络投票选出)
- 日本女流本因坊戰(女子)
- 日本女流名人戰(女子)
- 日本女流棋聖戰(女子)
- 日本會津中央醫院·女流立葵杯(女子)
- 日本扇兴杯女流围棋最强战(女子)
- 日本关西地区公开赛(关西棋院及日本棋院关西总本部所属棋手，非公式战)

### 停辦棋賽
- 日本JAL杯快棋賽
- 日本NEC俊英杯
- 日本中野杯U20選手權(20歲，非公式棋戰)
- 日本大和證券杯 (非公式棋戰，網路賽)
- 日本女流鶴聖戰(女子)
- 日本女流最強戰(女子)
- 日本圍棋大師杯(限制棋赛，50歲以上，曾經奪得過七大頭銜戰冠軍者可参加)

## 韩国围棋赛
- 韩国围棋联赛
- 韩国KBS棋王战
- GS加德士杯（LG精油杯）
- 麥馨盃入神九段最強戰
- 名人戦（韓国日報主办）
- 龍星戰
- 韓國最高棋士戰
- 韓國圍棋TV杯
- 皇冠海泰U25新銳賽
- 女子国手战
- 女子名人战
- GG拍卖杯元老与女将擂台赛
- 国手战（东亚日报主办） (已停办)
- 韓國新人王戰(已停办)
- Let's Run PARK賽馬盃(已停办)
- 十段战（已停办）
- 物价信息杯（已停办）
- 天元战（已停办）
- 韩国Olleh KT杯公开冠军赛（已停办）
- 女子棋圣战（已停办）
- 韩国入神守拙对抗赛 （已停办）
- 韩国新锐连胜最强战（已停办）
- 韩国新锐十杰战 （已停办）
- 韓國圍棋棋聖戰（世界日報主办） （已停办）
- 韩国围棋覇王战（大韓毎日新聞社主办） （已停办）
- 王位戰（中央日報主办）（已停办）
- 大王戰（已停办）
- 韩国围棋棋王戰（已停办）

## 中国大陆围棋赛

### 頭銜棋戰
- 名人战（人民日报和中国棋院主办，冠军奖金30万）
- 天元战（上海文汇新民联合报业集团和中国棋院主办，冠军奖金25万）
- 棋圣赛（中国围棋协会和洛阳市人民政府主办，冠军奖金80万）

### 盃賽
- 王中王战（冠军奖金70万）
- 倡棋杯（冠军奖金45万）
- 衢州·烂柯杯（冠军奖金50万）
- 中国电视围棋快棋赛（快棋，冠军奖金20万）
- 阿含·桐山杯 （快棋，冠军奖金20万）
- 中国龍星戰（冠军奖金15万）
- 威孚房开杯（冠军奖金10万）
- 理光杯（冠军奖金15万）已停办

### 限制賽
- 中国新人王战（２０歲以下）
- 西南王（川滇四省）
- 中國女子建橋杯
- 中國女子百靈杯
- 中國女子新人王战
- 中國黄龙士佳源杯女子名人战
- 中國理光杯混双賽已停办
- 中國理光杯新秀賽已停办

### 團體賽
- 中国围棋甲级联赛
- 中国围棋乙级团体赛
- 中国围棋丙级团体赛
- 中国围棋女子团体赛

### 運動會賽及其他
- 全国围棋个人赛
- 全国围棋段位赛
- 体育大会围棋比赛
- 中國水岸帝景杯
- 中國國家隊選拔，訓練賽

### 业余網絡比赛
- 贵阳围棋文化节
- TOM名人战
- 高校网络围棋锦标赛

### 停辦棋賽
- 新体育杯
- 国手战
- 十强战
- 中国围棋棋王战
- 大国手战
- 王位战
- 霸王战
- 五牛杯王位战
- 友情杯
- NEC杯（已停办）
- 乐百氏杯
- 圣雪绒杯
- 雷诺杯霸王战
- 永达杯王中王战
- NEC新秀赛
- 女子名人战
- 库尔勒杯
- 蜻蜓文具杯
- 中國U15富士通杯
- 中國女子精英賽

## 台灣圍棋賽
台灣職業圍棋目前總共有六種頭銜賽，限制棋賽則有四種頭銜，另有一錦標賽、一業餘職業混合公開賽，一業餘職業混合團體賽。